# Sergio Laghi
Sergio Laghi (Trieste, 14 settembre 1913 – Mai Ceu, 31 marzo 1936) è stato un militare italiano, insignito della medaglia d'oro al valor militare alla memoria nel corso della guerra d'Etiopia.

## Biografia
Nacque a Trieste il 14 settembre 1913, figlio di Enrico e di Carla Mehrer. Frequentato l'Istituto Giosuè Carducci della sua città natale, si arruolò nel Regio Esercito. Nel giugno 1934, dopo avere frequentato il corso allievi ufficiali di complemento di Moncalieri, fu nominato sottotenente ed assegnato al 152º Reggimento fanteria per il servizio di prima nomina. Posto in congedo nel gennaio 1935, venne richiamato in servizio attivo a domanda nel marzo dello stesso anno per essere destinato al Regio corpo truppe coloniali d'Eritrea per le esigenze legate alla situazione in Africa Orientale. Sbarcato a Massaua il 23 aprile, venne assegnato al plotone esploratori del XXIV Battaglione eritreo e, allo scoppio della guerra d'Etiopia, fu tra i primi ad entrare in Adua e ad Axum. Decorato con una medaglia d'argento al valor militare, il 31 marzo 1936, in seguito a grave ferita riportata nella battaglia di Mai Ceu, decedette presso l'ospedaletto da campo della 1ª Divisione eritrea. Fu successivamente insignito della medaglia d'oro al valor militare alla memoria.

### Fonti
1. 1 2 3 4 5 6  Combattenti Liberazione.
2. 1 2 3  Gruppo Medaglie d'Oro al Valor Militare 1965, p. 165.
3. ↑   Medaglia d'oro al valor militare Laghi, Sergio, su quirinale.it, Quirinale. URL consultato l'11 luglio 2021.